# Matthäus Delius
Matthäus Delius (* um 1500 bei Halberstadt; † 30. September 1565 in Hamburg) war ein deutscher Pädagoge.

## Leben
Über Herkunft und Jugendjahre ist nichts bekannt. Am 19. Juli 1520 immatrikuliert er sich an der Universität Wittenberg als Matheus Dilii de Hermstedt Halberstaden dioc. In Wittenberg scheint er auch den akademischen Grad eines Magisters erworben zu haben (die Universitätsunterlagen geben keine Auskunft über den Zeitpunkt). Nachdem er in Wittenberg geheiratet hatte und Vater geworden war, traf man ihn am 9. Oktober 1528 in Hamburg an.
Dort traf er Johannes Bugenhagen, der ihn als Subrektor an die neu gegründete Gelehrtenschule des Johanneums vermittelte. 1534 wurde Delius Rektor adiunctus, das heißt, er vertrat den bisherigen  Gründungsrektor Theophil Freytag, der aus Altersgründen sein Amt nicht mehr ausüben konnte. Als Freytag am 21. Dezember 1537 verstarb, wurde er dessen Nachfolger. Unter seiner Leitung entwickelte sich die Hamburger Schule und brachte eine Reihe großer Persönlichkeiten hervor. Das Ansehen der Schule reichte bis nach England.
Delius war zwei Mal verheiratet; aus erste Ehe sind die Kinder Matthäus II. (* 1523 in Wittenberg; † 12. August 1544 in Wittenberg Verfasser Libri 4 de arte iocandi) und Johannes bekannt. Aus zweiter Ehe Martinius (* um 1538 † 1582 in Ritzebüttel) Joachim und Matthäus III. (* nach 1544). Delius’ Familie wurde von der in Hamburg grassierenden Pest dahingerafft, woran er auch selbst verstarb.